# Genfer Zollfreilager

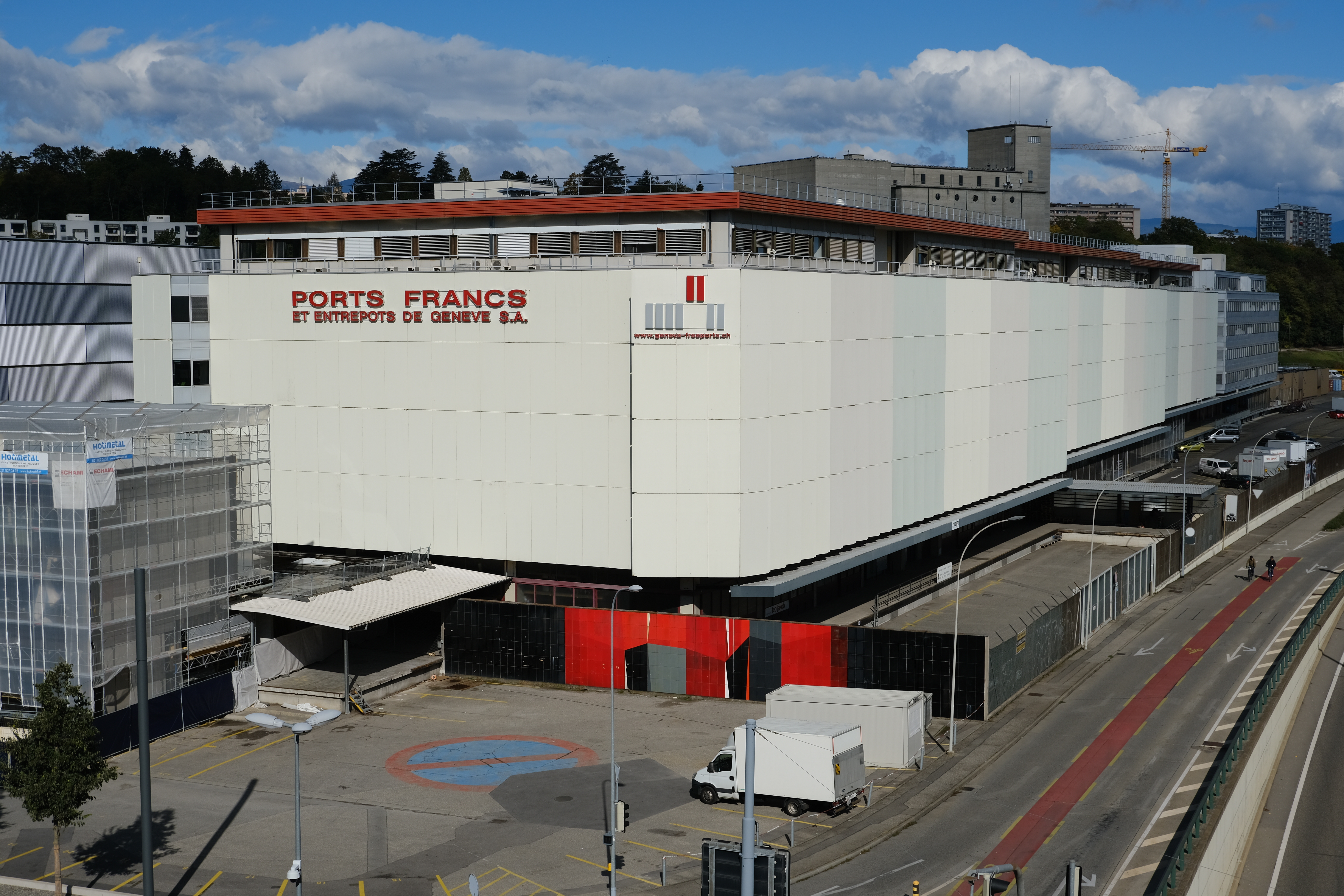
Genfer Zollfreilager

Die Genfer Zollfreilager und Lagerhaeuser AG (französisch Ports Francs et Entrêpots de Genève SA, englisch Geneva Free Ports & Warehouses Ltd) ist Betreiberin des grössten Schweizer Zollfreilagers in Genf. Mit einem Anteil von 86 % ist der Kanton Genf grösster Aktionär der Gesellschaft.
Das Lager verfügt über zwei Standorte: Im Industriequartier La Praille in Lancy bei Genf sind 100'000 m² Gesamtnutzfläche in mehreren Gebäuden vorhanden und am Flughafen Genf gibt es seit 1988 weitere 10'000 m² Lager- und Bürofläche im zollfreien Bereich eines Frachtgebäudes.
Allein 1,2 Millionen Kunstwerke (darunter auch NS-Raubkunst) und drei Millionen Flaschen Wein sollen sich im Genfer Zollfreilager befinden. Ein häufiges Lagergut sind üblicherweise Gold und Schmuck. Als mögliche Gründe für die Lagerung von Kunst und materiellen Vermögenswerten im Zollfreilager gelten die  Steuervermeidung oder die Vermeidung von Rechtsstreitigkeiten. Am 8. April 2016 beschlagnahmte die Genfer Staatsanwaltschaft im Zuge von Erkenntnissen aus der Veröffentlichung der Panama Papers das Gemälde Sitzender Mann mit Stock von Amedeo Modigliani im Freilager, wo es seit Jahren lagerte.
Geschäftsführerin (Directrice générale) des Zollfreilagers ist seit dem 1. November 2020 die Kunsthistorikerin und Juristin Anne-Claire Bisch.